# (2389) Dibaj
(2389) Dibaj (1977 QC1; 1935 SH; 1950 ND1; 1958 UL; 1973 QW) ist ein ungefähr sechs Kilometer großer Asteroid des inneren Hauptgürtels, der am 19. August 1977 vom russischen (damals: Sowjetunion) Astronomen Nikolai Stepanowitsch Tschernych am Krim-Observatorium (Zweigstelle Nautschnyj) auf der Halbinsel Krim (IAU-Code 095) entdeckt wurde.

## Benennung
(2389) Dibaj wurde nach dem Astrophysiker Ernest Apuschewitsch Dibai (1931–1983) benannt, der für seine Forschungen am Interstellarem Medium, Veränderlichen Sternen und Extragalaktischer Astronomie bekannt ist. Als Professor an der Lomonossow-Universität Moskau leitete er von 1962 bis 1977 die Außenstelle des Sternbergs-Institut für Astronomie in Nautschnyj auf der Halbinsel Krim.